# East Somerton
East Somerton är en by i civil parish Somerton, i distriktet Great Yarmouth, i grevskapet Norfolk i England. Byn är belägen 13 km från Great Yarmouth. East Somerton var en civil parish fram till 1935 när blev den en del av Somerton. Civil parish hade 71 invånare år 1931.